# 1,3,5-トリチアン
1,3,5-トリチアン (1,3,5-Trithiane) は、分子式が C3H6S3 と表される有機硫黄化合物。メチレン基 (-CH2-) とスルフィド基 (-S-) が3個ずつ交互に並んだ6員環構造を持つ。チオホルムアルデヒドの環状3量体、ホルムアルデヒドのジチオアセタールに相当する。

## 合成
酸の存在下、ホルムアルデヒドと硫化水素の反応により生成する。
{\displaystyle {\ce {3HCHO + 3H2S -> C3H6S3 + 3H2O}}}

## 用途
1,3,5-トリチアンは有機合成においてホルムアルデヒド構造を導入する際のビルディングブロックとして利用される。有機リチウムによりプロトンが引き抜かれてカルバニオンとなると、ハロゲン化アルキルなどの求電子剤と結合し、加水分解後にホルミル基となる。
{\displaystyle {\ce {3C3H6S3 + RLi -> [C3H5S3]-Li+ + RH}}}
{\displaystyle {\ce {[C3H5S3]-Li+ + R'Br -> R'-[C3H5S3] + LiBr}}}
{\displaystyle {\ce {R'-[C3H5S3] + H2O -> R'CHO}}}
同様の極性変換反応は 1,3-ジチアンなど他のジチオアセタールでも起こる。
1,3,5-トリチアンは他の有機硫黄化合物の原料となる。例えば、水が存在する中で塩素化すると、クロロメタンスルホニルクロリドを与える。
{\displaystyle {\ce {C3H6S3 + 9 Cl2 + 6 H2O -> 3 ClCH2SO2Cl + 12 HCl}}}
同様に、臭素化してブロモメタンスルホニルブロミド (BrCH2SO2Br) を得ることができる。